# Paolo Bertoli
Paolo Bertoli (Poggio Garfagana, 1. veljače 1908. – 8. studenog 2001.) bio je talijanski biskup i kardinal.

## Životopis
Rođen je u mjestu Poggio Garfagana 1. veljače 1908. godine. Zaređen za svećenika 15. kolovoza 1930. godine. Dana 24. ožujka 1952. izabran je za naslovnog nadbiskupa nikomedijskog. Posvećen je za biskupa 11. svibnja 1952. godine.
Papa Pavao VI. proglasio ga je kardinalom 28. travnja 1969. godine. Tada mu je dodijeljen kardinalski naslov crkve San Girolamo della Carità. Dodijeljen mu je 5. ožujka 1973. kardinalski naslov hrvatske crkve svetog Jeronima u Rimu. Crkvu je preuzeo u posjed 8. travnja 1973. godine. Crkvi je poklonio dva pokretna ambona, a u Zavodu se čuva i jedan njegov portret. Od 30. lipnja 1979. preuzeo je suburbikarnu biskupiju Frascatti.
Službovao je i kao prefekt Kongregacije za proglašenje svetima te kamerlengom kardinalskog zbora. Umro je 8. studenog 2001. godine.

### Članci
- Bogdan, Jure. 2005. Hrvatska crkva svetog Jeronima u Rimu i njezini kardinali naslovnici. Crkva u svijetu. Sveučilište u Splitu - Katolički bogoslovni fakultet. Split. 40 (2): 187–205